# Füllappretur

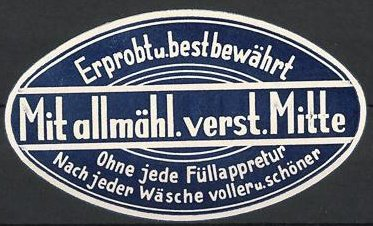
Alte Werbemarke für Bettwäsche, besonderes Qualitätsmerkmal: „Ohne jede Füllappretur“

Die Füllappretur ist eine, außer für Spezialgewebe, nur noch selten angewandte Appretur.
Es handelt sich um eine nicht oder nur beschränkt waschbare Ausrüstung für Baumwollstoffe (Bettwäsche) und Steppstoffe. Die Stoffe werden dafür mit Lösungen getränkt, die feste Körper, wie Stärke, Fette und (mineralischem) Chinaclay (chinesischer Ton oder Kaolin) feinverteilt zur Vortäuschung einer höheren Warenfülle mit mehr Glanz und Griff im Gewebe ablagern. Die Körper gehen dabei keine chemische Verbindung mit der Faser ein. Für waschbeständige Füllappreturen werden die Füllmittel mit Kunstharzen fixiert.
Für spezielle Zwecke findet die Füllappretur noch Anwendung, zum Beispiel für Buchbinderleinen.(Stand 1997)